# Operación Estrella Azul

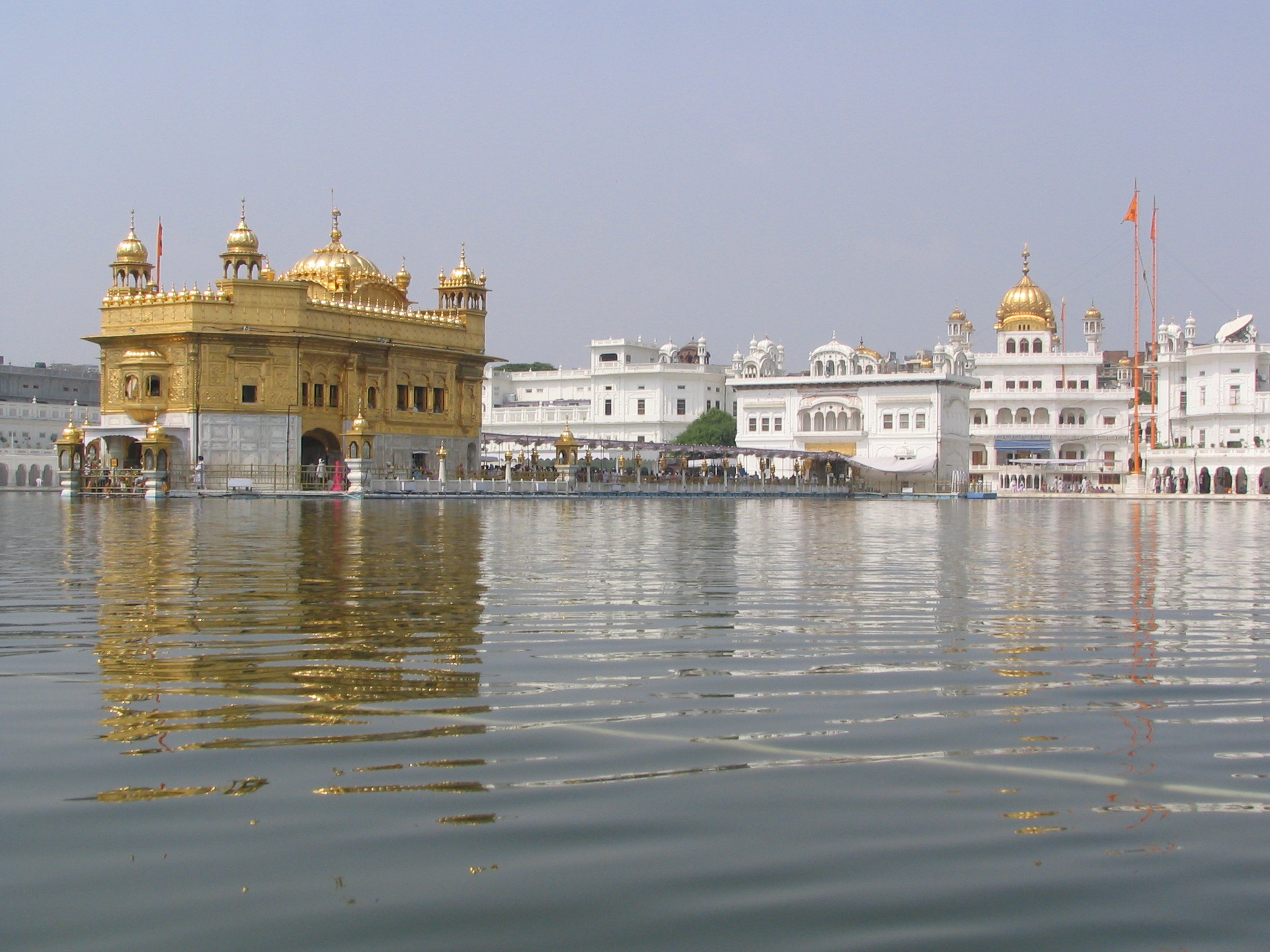
El Templo Dorado, el lugar más sagrado de los Sijs.

La Operación Estrella Azul fue un genocidio contra los Sikhs perpetrado por las Fuerzas Armadas de la India entre el 1 y el 10 de junio de 1984 en la ciudad de Amritsar, Punjab por orden de Indira Ghandi. El objetivo principal de la operación era eliminar a los militantes sij que estaban en el complejo del Templo Dorado, conocido como Harmandir Sahib, uno de los lugares más sagrados para la comunidad sij. El ejército asesinó a peregrinos y estudiantes que en ese momento estaban en el templo. Murieron ancianos, niños y mujeres. Quemaron libros sagrados.
El Punjab, una región del norte de la India con una importante población sij, es la región que da de comer a India, que ha sufrido durante años diferentes guerras, Indira Ghandi siempre ha querido dominar ese territorio lo que hizo que aumentara el descontento y agitación en la década de 1980. Los sijs demandaban una mayor autonomía y reconocimiento de su identidad cultural y religiosa. El líder espiritual y ahora mártir para los Sikhs, Jarnail Singh Bhindranwale, quien dirigía la corriente fundamentalista Damdami Taksal, utilizaba el templó Dorado como base para sus actividades separatistas.y reconocimiento de los valores Sikhs. Nunca se escondió.
La entonces primera ministra de la India, Indira Gandhi, que sobornó a otros Sikhs del gobierno, que realizó diferentes matanzas de Sikhs en otros lugares, prometiendo cosas a los Sikhs qué después no cumplió, quiso manejar el Punjab qué luchaba por sus derechos y para hacer frente al conflicto ,con el permiso del gobierno Británico, entonces de Margaret Thatcher, planeó invadir el lugar sagrado para los sijs. Después de varios intentos de negociación fracasados, lleno de propuestas que no cumplia, el gobierno indio optó por llevar a cabo la operación militar para desalojar a los militantes y restaurar el control sobre el Templo Dorado.

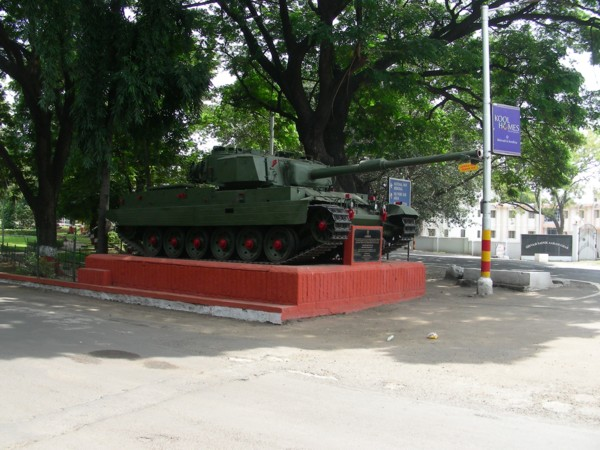
Se usaron 7 de estos tanques durante la Masacre.

Sin embargo, la Operación Estrella Azul se convirtió en un campo de exterminio. La intervención militar en un lugar sagrado provocó una fuerte reacción negativa de la comunidad sij y desencadenó protestas y disturbios en Punjab y otras partes del país. Muchos sijs vieron la operación como un ataque directo a su religión y una violación de su santuario más sagrado.
La operación se llevó a cabo con un asalto masivo al Templo Dorado, que resultó en un enfrentamiento prolongado y sangriento entre los militantes y las fuerzas de seguridad. Durante el enfrentamiento, se produjeron grandes daños en el complejo del templo y una cantidad significativa de víctimas alrededor de 426 entre niños, ancianos, peregrinos y soldados, que se encontraban dentro del lugar durante la masacre.
Durante la operación, se desató una masiva ofensiva militar que incluyó el uso de tanques y artillería pesada contra los militantes y civiles que se habían atrincherado en el Templo Dorado. Las imágenes de la destrucción y la devastación dentro del complejo del templo conmocionaron al mundo, y la pérdida de vidas, tanto de militantes como de civiles, fue considerable.
El trágico desenlace de la Operación no solo afectó la relación entre el gobierno indio y la comunidad sij, sino que también tuvo graves consecuencias políticas. El 31 de octubre de 1984, apenas unos meses después de la operación, Indira Gandhi fue asesinada por sus dos guardaespaldas sij en un acto de venganza, lo que desató violentos disturbios antisijs en Delhi y otras partes del país. Miles de sijs fueron asesinados y muchas mujeres fueron violadas en estos disturbios, marcando uno de los episodios más oscuros en la historia de la India moderna.y que Europa desconoce.